# Ворона Артур Олександрович

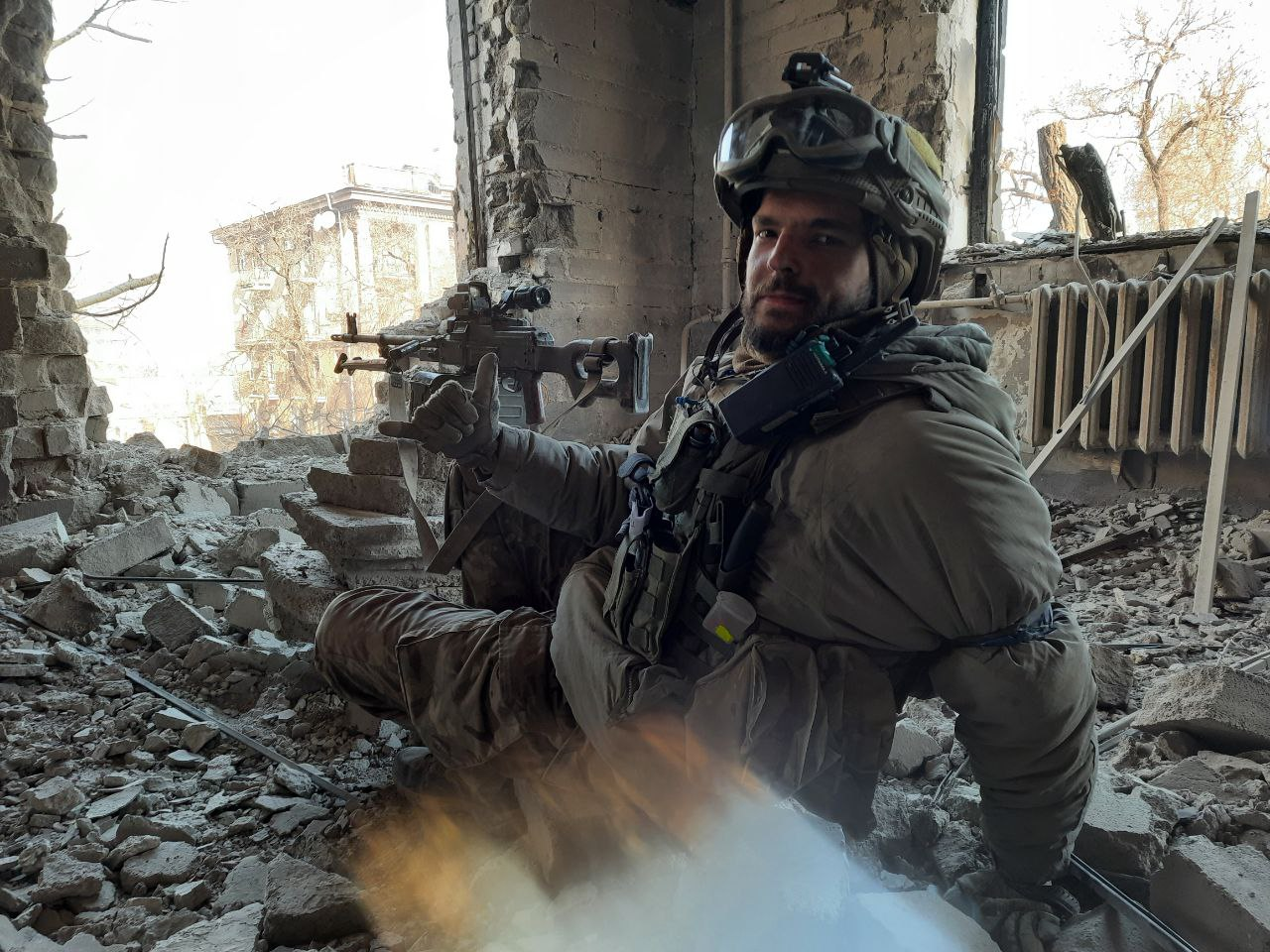

Арту́р Олекса́ндрович Воро́на (позивний — Ігла) (19 березня 1995 — 15 квітня 2022) — український військовослужбовець, старший солдат Національної гвардії України, розвідник (старший кулеметник) Окремого загону спеціального призначення НГУ «Азов», учасник російсько-української війни, який відзначився і загинув під час відбиття російського вторгнення в Україну у 2022 році. Кавалер ордена «За мужність» ІІІ ступеня (2022, посмертно).

## Життєпис
Народився у м. Суми у родині економіста Ворони Олександра Васильовича, уродженця м. Суми, та бухгалтера-економіста Ворони (Мінченко) Ірини Родіонівни, уродженки м. Сміла Черкаської області.
З самого малечку батьками Артуру прищеплювалася любов до Батьківщини та патріотизм, що і слугувало надалі з остаточним вибором життєвого шляху. Більшу частину вільного від навчання часу він приділяв спорту — займався плаванням, волейболом та особливо приділяв увагу боротьбі (кікбоксингу), під час місцевих змагань отримував нагороди. Крім спорту, Артур також розвивався й інтелектуально: формував власну бібліотеку, захоплювався працями філософів, творами українських письменників та теоретиків українського націоналізму.
З 30 листопада 2013 року до лютого [2014]] року брав участь у Революції Гідності.
Від початку збройної агресії Російської Федерації, 24 лютого 2015 року Артур прийняв доленосне рішення стати на захист Батьківщини та розпочав службу в окремому загоні спеціального призначення «Азов» Національної гвардії України, дислокованому у м. Маріуполь Донецької області. Обіймаючи посаду розвідника (старшого кулеметника) 1 відділення 2 бойової групи розвідки спеціального призначення ОЗСП «Азов», старший солдат Артур Ворона Олександрович виконував завдання зі спеціальної, загальновійськової розвідки та контрдиверсійної боротьби снайперськими групами.
У першій декаді лютого 2022 року спливав термін служби Артура за контрактом у вказаному підрозділі, проте  усвідомлюючи, що ймовірне повномасштабне вторгнення російських військ на територію України, він продовжив службу та з 24 лютого 2022-го відчайдушно захищав рідну Батьківщину.
15 квітня 2022 року перервався зв'язок командира зі старшим солдатом Вороною в той момент, коли колона бійців проривалася з морського порту до тоді ще єдиного не захопленого ворогом у Маріуполі місця — металургійного комбінату «Азовсталь». Під час бою, за свідченням побратимів, Артур дістав тяжких поранень, від яких загинув.
19 травня 2022 з благословення Святійшого Патріарха Київського і всієї Руси — України Філарета, у Володимирському патріаршому кафедральному соборі було звершено панахиду за загиблими оборонцями Маріуполя та усіма українськими військовослужбовцями, які загинули на фронті російсько-української війни; на території собору висаджено деревце — дуб на честь Ворони Артура Олександровича.
14 червня 2022 року у Запорізькій області відбувся черговий обмін з РФ тілами загиблих військовослужбовців. Україна повернула тіла ще 64 полеглих захисників «Азовсталі» серед яких, як пізніше було встановлено, було і тіло «Ігли».
24 березня 2023 року з благословення Святійшого Патріарха Київського і всієї Руси — України Філарета, у Володимирському патріаршому кафедральному соборі було звершено чин похорону загиблого захисника України, оборонця Маріуполя, бійця Національної гвардії України Артура Ворони. Того ж дня старшого солдата Ворону Артура Олександровича було поховано на столичному Берковецькому кладовищі.

## Нагороди
- орден «За мужність» III ступеня (посмертно) — за особисту мужність і самовіддані дії, виявлені у захисті державного суверенітету та територіальної цілісності України, вірність військовій присязі[1];
- нагрудний знак «За доблесну службу» — наказ Командувача Національної Гвардії України від 6 листопада 2019 року № 594;
- відзнака Президента України «За участь в АТО» наказ командира частини від 16 лютого 2016 року №53;
- звання «Почесний громадянин міста Суми» присвоєно рішенням сесії Сумської міської ради 31 травня 2023 року (посмертно).